# عثق أبيض
عثق أبيض واسمه الشائع عثق أو عَلْقى أو أبو ليلة (الاسم العلمي: Osyris alba)، هو نبات صغير معمر من جنس العثق وينتمي إلى فصيلة الصندلية.
شجيرة نصف طفيلية ويتراوح طولها من 30 إلى 150 سم.

## التسيمة
للعثق أسماء أخرى منها: أبو لَيْلَm، غَلْقَى، نَشاش، بو صالح، بُو الصلاة.

## التوزيع
هذه النوع منتشر في جميع دول حوض البحر الأبيض المتوسط، من البرتغال إلى تركيا. وهو موجود في غرب آسيا وشمال أفريقيا من المغرب إلى تونس (مدينة) وليبيا.

## معرض الصور

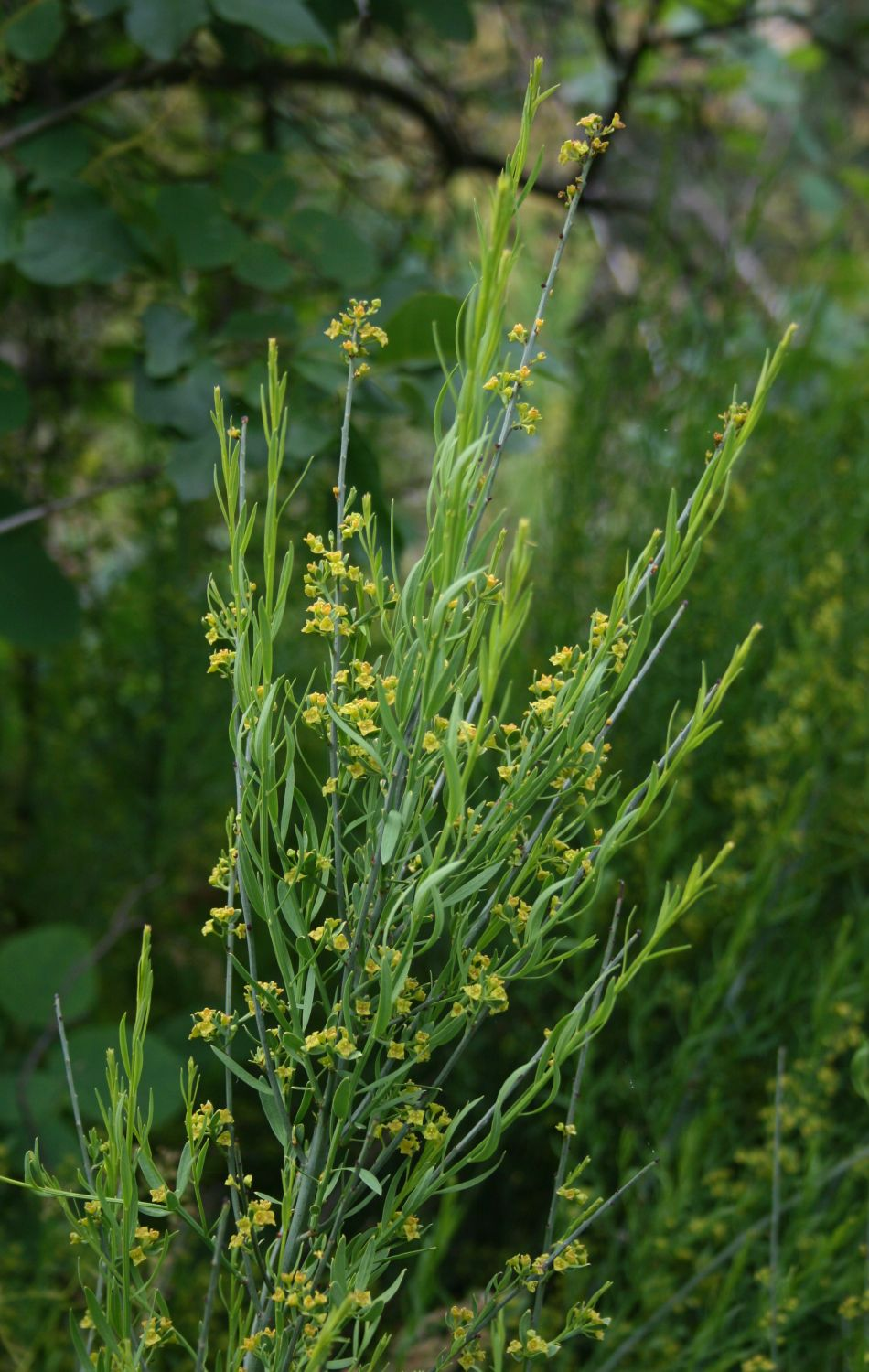
Plant of O. alba
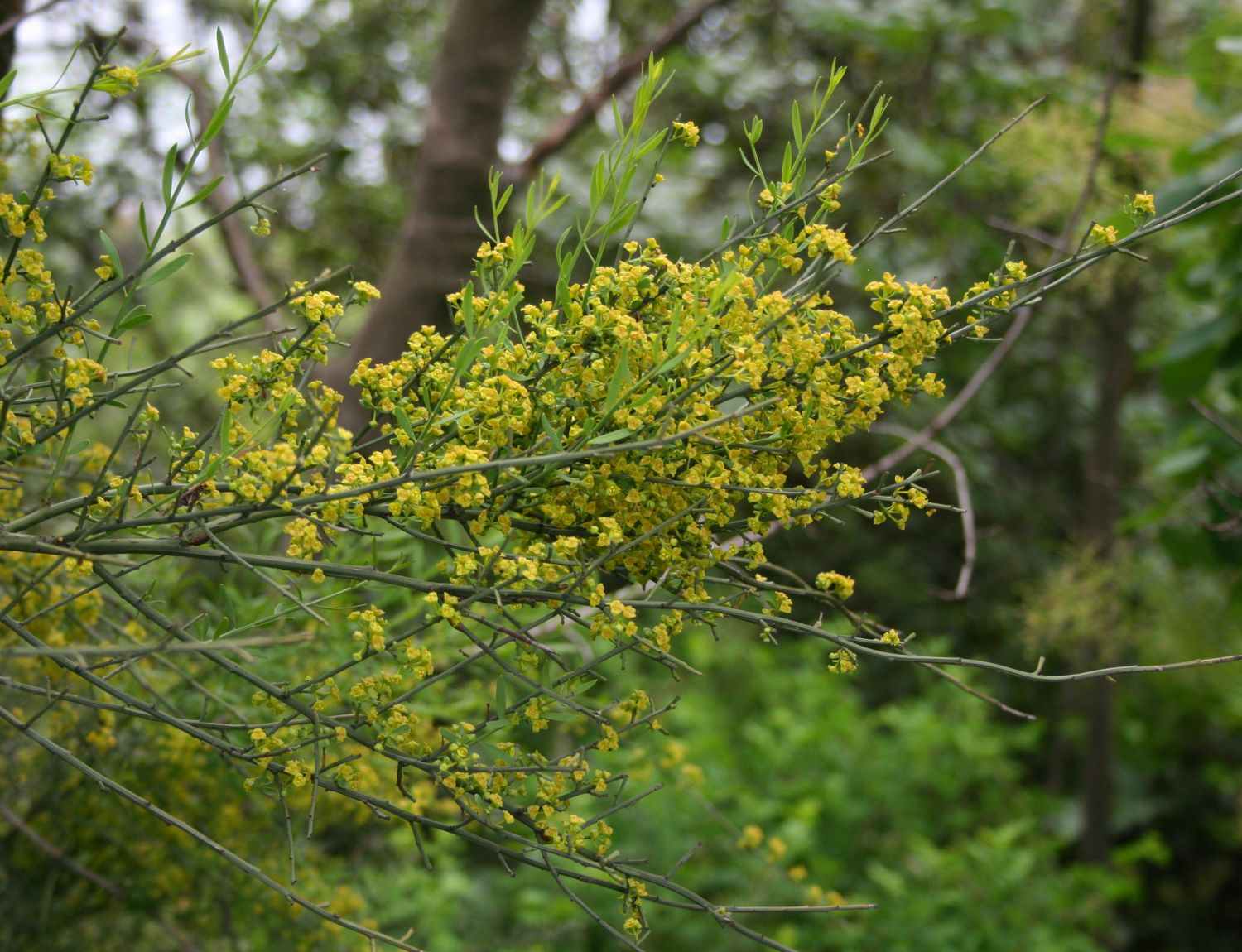
In bloom
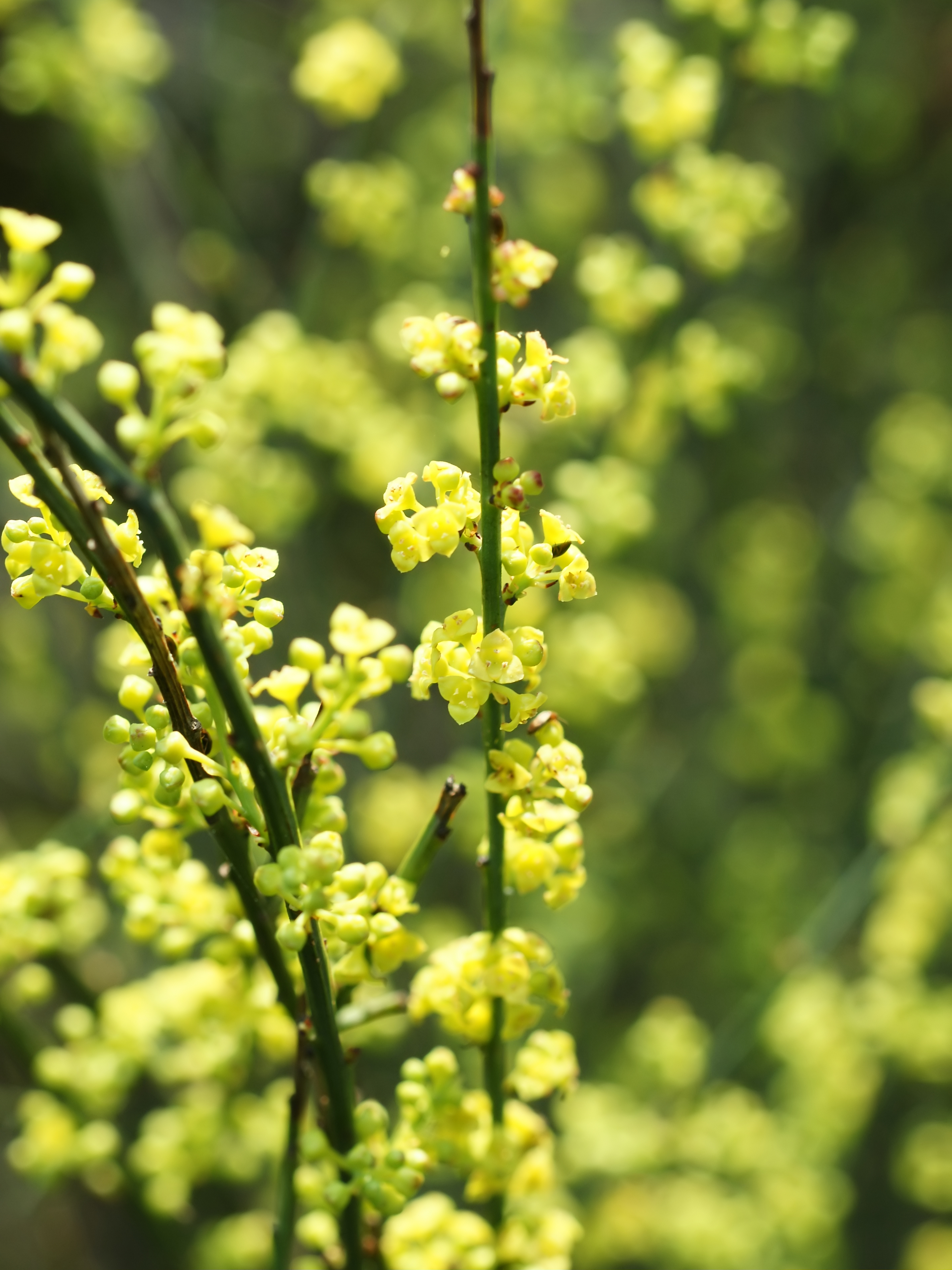
Flowers spike
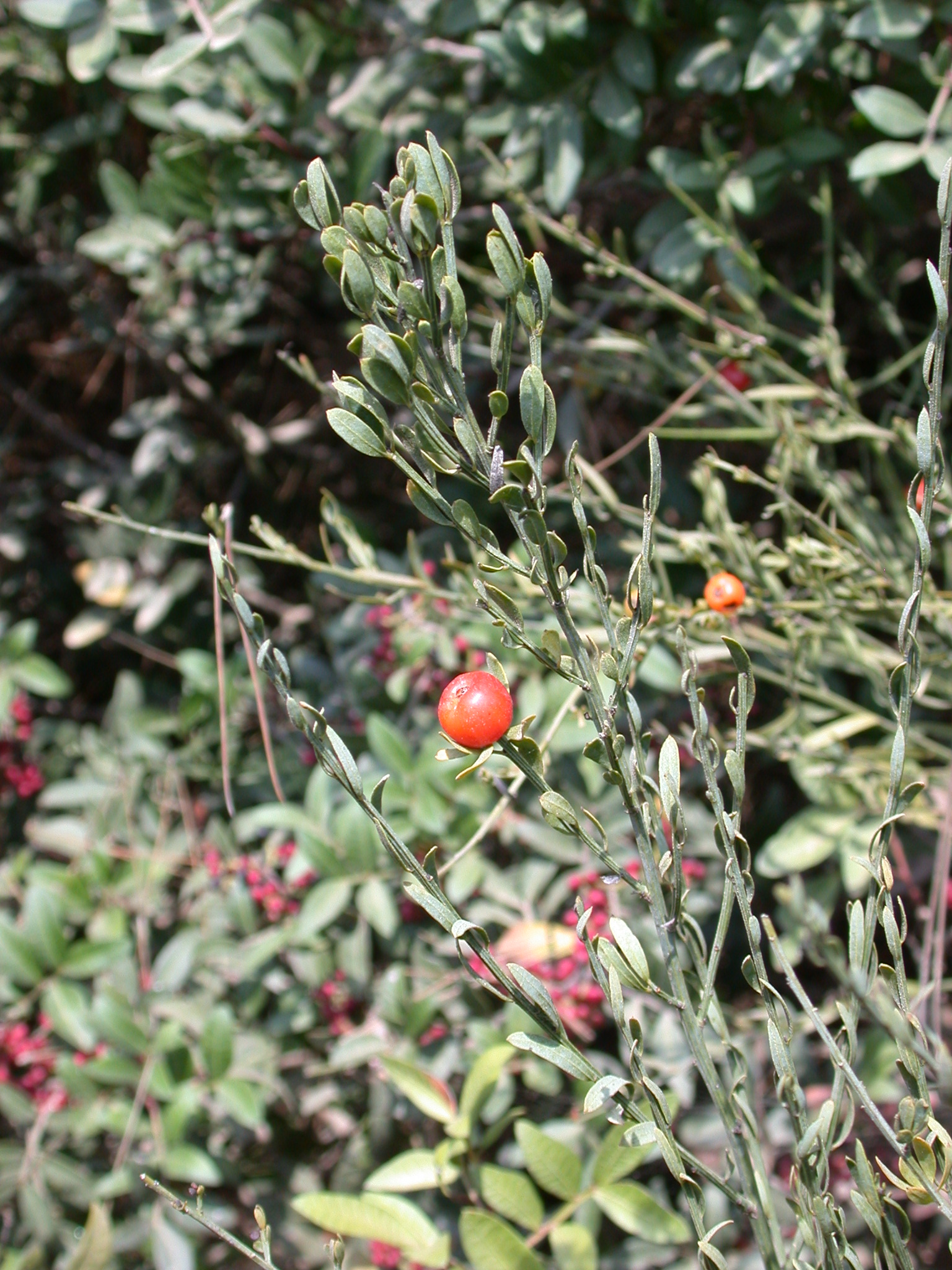
O. alba with fruits
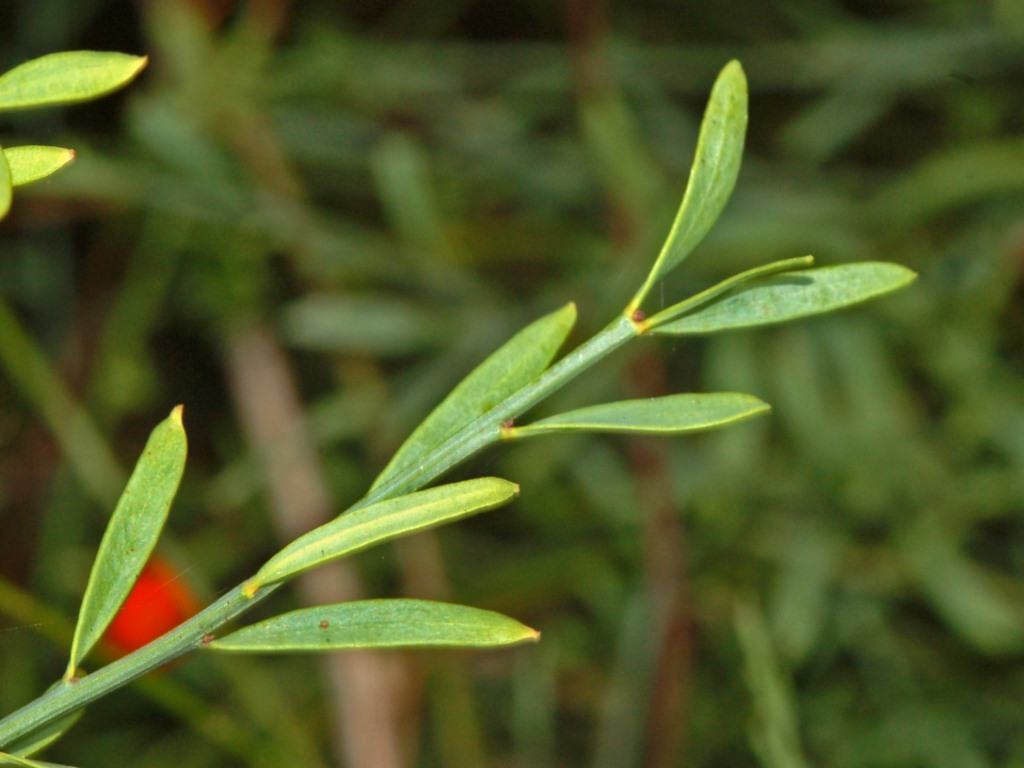
Leaves
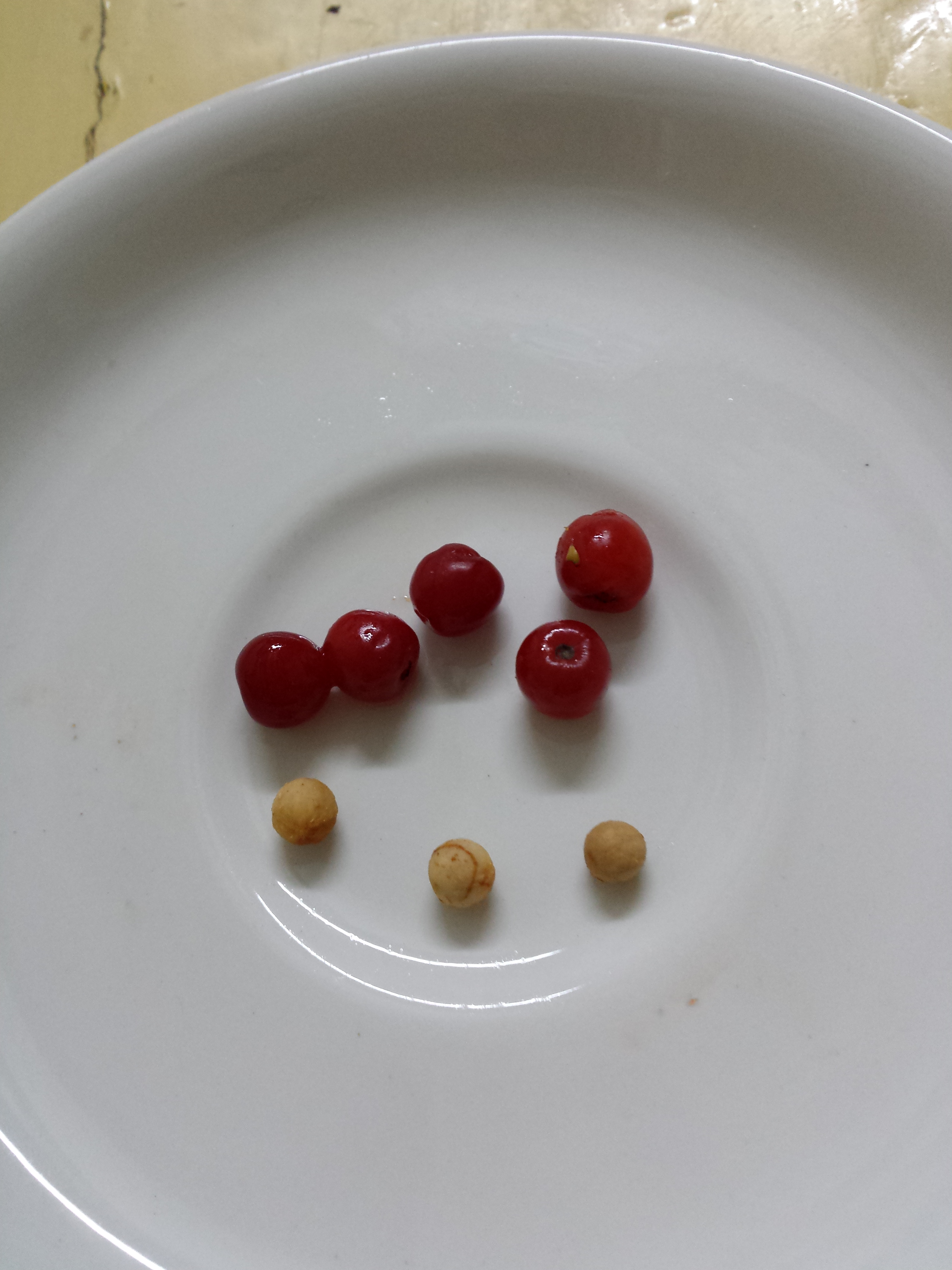
Fruits and seeds